# به یاد پدر
به یاد پدر، نام مجموعه‌ای است که در آن محمدرضا شجریان چند سوره از قرآن را تلاوت کرده‌است. شجریان در گذشته در مسابقات تلاوت قرآن جایزه‌هایی را به دست آورده بود. محمدرضا شجریان دربارهٔ قرآن خواندن خود، گفته‌است:
پدر بزرگم (علی اکبر) صدای بسیار رسایی داشته و به زیبایی آواز می‌خوانده‌است. او از مالکین بزرگ مشهد بود و از خواندن در جمع پرهیز داشته، گاه برای دوستان سرشناسی که به دیدارش می‌آمده‌اند می‌خوانده‌است. پدرم مهدی از صدای پر طنین و رسا برخوردار بود و در جوانی آواز خواندن را شروع می‌کند ولی خیلی زود در محیط بسته و سنتی به قرائت قرآن رو آورده و تا آخر عمر بر همان عقیده باقی ماند و آواز را رها کرد و در قرائت قرآن جایگاه خاصی در مشهد پیدا نمود و شاگردان زیادی برای تلاوت قرآن تربیت کردکه از جمله خود اینجانب است.

تمام وقت من از شش سالگی به خواندن قرآن با صدای خوش می‌گذشت. در دوازده سالگی شهرهٔ خاص و عام بودم و در مجامع بزرگ مذهبی یا سیاسی آن موقع تلاوت اول برنامه با من بود. به علت توانایی در تلاوت قرآن با صدای خوش، چشم و چراغ همهٔ اعضا و دانش آموزان مدرسه و مردم بودم. 

## به یاد پدر ۱
روی الف: سورهٔ قصص (سال ۱۳۵۸)

روی ب: سوره‌های انعام، فجر و بلد (سال ۱۳۵۷)
- طرح و اجرا: مژگان شجریان
- عکس: رضا داورخواه

## به یاد پدر ۲
روی الف: سورهٔ فتح (سال ۱۳۶۱)

روی ب: ربّنا و سورهٔ نمل (سال ۱۳۵۸)
- طرح و اجرا: مژگان شجریان
- عکس: رضا داورخواه